# Harry Cobby
Arthur Henry Cobby (26 de Agosto de 1894 - 11 de Novembro de 1955) foi um aviador militar australiano. Ele foi o principal ás da aviação do Australian Flying Corps (AFC) durante a Primeira Guerra Mundial, com 29 vitórias, apesar de estar no activo menos de um ano.
Nascido e educado em Melbourne, Cobby era bancário quando a guerra começou e foi impedido pelo seu empregador de se alistar na Primeira Força Imperial Australiana até 1916. Após completar o treino de voo na Inglaterra, serviu na Frente Ocidental com o Esquadrão N.º 4 (AFC), pilotando aviões Sopwith Camel. As suas proezas como piloto de caça foram reconhecidas com a Ordem de Serviços Distintos, a Cruz de Voo Distinto e duas barras, além de uma menção em despachos.
Aclamado como herói nacional, Cobby foi transferido para a recém-formada Real Força Aérea Australiana (RAAF) em 1921 e ascendeu ao posto de comandante de asa. Ele deixou a Força Aérea Permanente (PAF) em 1936 para ingressar no Conselho de Aviação Civil, mas permaneceu na reserva da RAAF. Reintegrando-se na PAF com a eclosão da Segunda Guerra Mundial em 1939, Cobby ocupou cargos seniores, incluindo Director de Recrutamento e Air Officer Commanding (AOC) do Comando da Área Nordeste. Em 1943, foi condecorado com a Medalha de Jorge por resgatar outros sobreviventes de um acidente aéreo. Foi nomeado AOC do Grupo Operacional N.º 10 (mais tarde Primeira Força Aérea Táctica Australiana) no ano seguinte, mas foi destituído do seu posto na sequência do "Motim de Morotai" em Abril de 1945. Aposentando-se da força aérea em 1946, Cobby serviu no Departamento de Aviação Civil até à sua morte no Dia do Armistício em 1955.

## Início de vida e de carreira
Arthur Henry Cobby nasceu no subúrbio de Prahran, em Melbourne, filho de Arthur Edward Stanley Cobby, um condutor de eléctrico, e da sua esposa Alice. Conhecido como Harry, o jovem Cobby completou a sua educação de nível sénior no Colégio Universitário, em Armadale, antes de ser comissionado na 46.ª Infantaria (Brighton), uma unidade de milícia, em 1912. Mais tarde, foi transferido para a 47.ª Infantaria.
Quando a Primeira Guerra Mundial começou, Cobby tentou alistar-se na Primeira Força Imperial Australiana, contudo o seu empregador, o Commonwealth Bank, recusou-se a deixa-lo ir, pois o seu cargo de escriturário era considerado uma ocupação essencial. Ele finalmente conseguiu ingressar no Australian Flying Corps (AFC) no dia 23 de Dezembro de 1916, apesar de uma declarada falta de interesse em voar. Ele tornou-se um membro fundador do Esquadrão N.º 4 e embarcou para a Inglaterra, a bordo do RMS Omrah, no dia 17 de Janeiro de 1917.

## Serviço na Primeira Guerra Mundial
O Esquadrão N.º 4 chegou à Inglaterra em Março de 1917 para receber treino de preparação para o serviço na Frente Ocidental. Equipada com aviões Sopwith Camel, a unidade foi enviada para a França em Dezembro. Cobby mais tarde admitiu estar tão nervoso com a perspectiva de ir para a batalha que "se algo pudesse ter sido feito por mim para atrasar aquela hora, eu não teria deixado nada por fazer". Quando finalmente entrou em combate contra a Luftstreitkräfte alemã pela primeira vez, ele tinha apenas doze horas de experiência em voo solo.

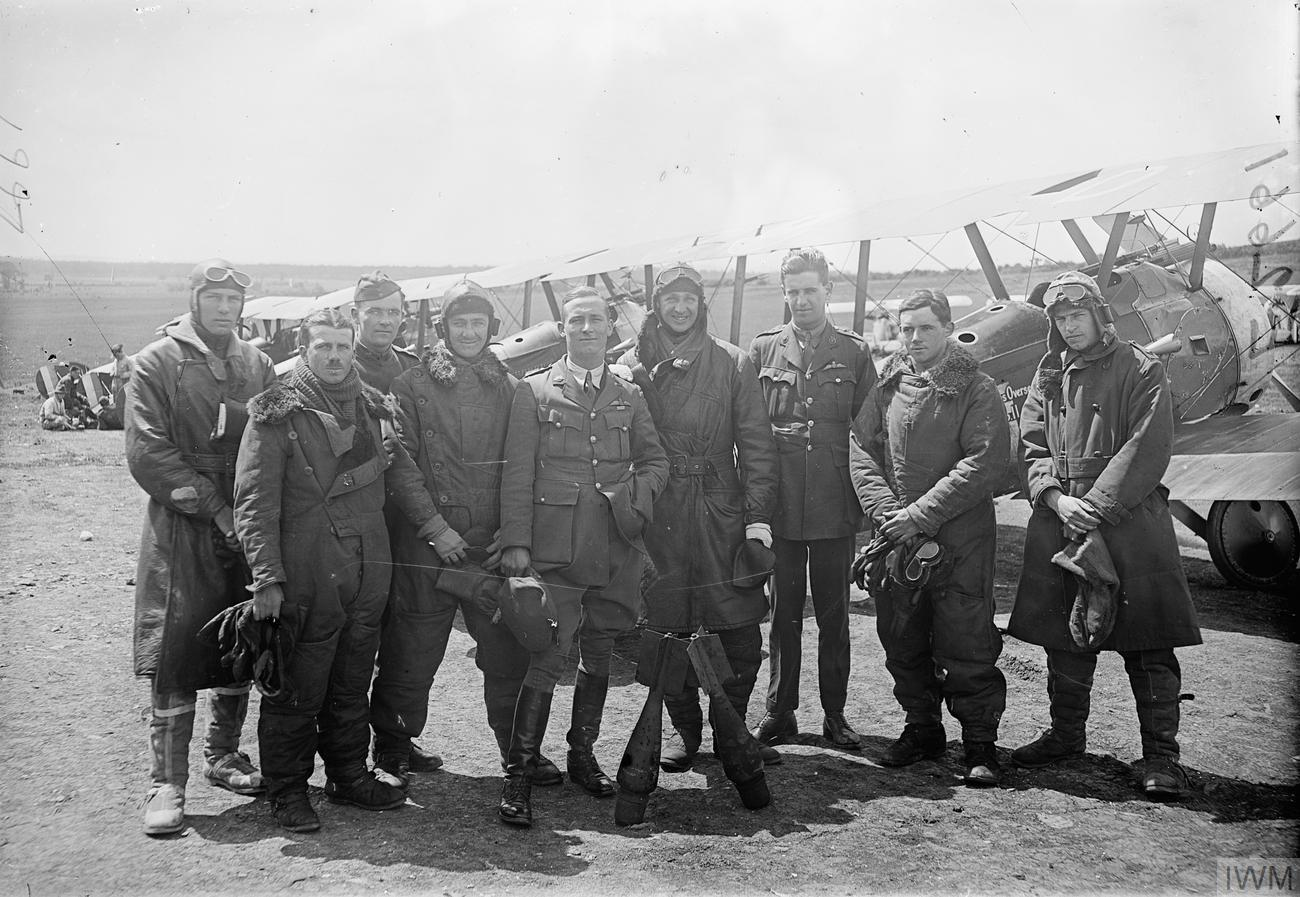
Capitão Cobby (ao centro) com oficiais da Esquadrilha A do Esquadrão N.º 4 e os seus aviões Sopwith Camel na Frente Ocidental, Junho de 1918

Cobby conquistou uma vitória inicial, sobre um avião de reconhecimento DFW, em Fevereiro de 1918, mas isso foi creditado apenas como "forçado a aterrar" e não confirmado. Com sede na área de Pas-de-Calais, o Esquadrão N.º 4 apoiou as forças aliadas durante a ofensiva de primavera que começou no mês seguinte. Os oponentes aéreos de Cobby incluíam membros do "Círco Voador" do Barão von Richthofen. No dia 21 de Março, ele abateu dois aviões Albatros D.V da formação, que foram confirmadas como as suas primeiras vitórias oficiais.
Tendo provado ser um piloto talentoso e agressivo, as habilidades de liderança de Cobby foram reconhecidas com a sua nomeação como comandante de voo no dia 14 de Maio de 1918, e promoção a capitão seguiria a 25 de Maio. Descrito como "um diabrete de travessuras", ele personalizou o seu Sopwith Camel ajustando-o com recortes de alumínio do ator cómico Charlie Chaplin. Cobby obteve novamente duas vitórias aéreas num dia a 30 de Maio, perto de Estaires, quando destruiu um Albatros e um balão de observação, e repetiu o feito no dia seguinte na mesma zona. Ele tinha sido responsável por derrubar o primeiro balão do Esquadrão N.º 4 em Merville no início de Maio; embora vulneráveis a ataques com balas incendiárias, essas grandes plataformas de observação, apelidadas de Drachen (Dragões), eram geralmente bem protegidas por caças inimigos e defesas antiaéreas, sendo assim consideradas um alvo perigoso, mas valioso. Cobby foi recomendado para a Cruz Militar no dia 3 de Junho de 1918, em reconhecimento ao seu sucesso em combate e por ser um "Líder de Patrulha ousado e habilidoso, que está a dar um bom exemplo ao seu Esquadrão". A condecoração foi alterada para a Cruz de Voo Distinto (DFC), aparecendo no London Gazette a 2 de Julho.

Cobby abateu três aeronaves alemãs no dia 28 de Junho e foi recomendado para uma barra para a sua DFC, destacando a sua contagem actual de 15 vitórias. A 15 de Julho de 1918, ele e outro piloto mergulharam em cinco aviões inimigos Pfalz perto de Armentières, com Cobby a destruir duas aeronaves inimigas e o seu companheiro uma. Os australianos foram então perseguidos por quatro caças Fokker Triplanos, mas conseguiram escapar dos seus atacantes. Essa acção rendeu a Cobby uma recomendação para uma segunda barra da sua DFC, a citação observando que ele havia obtido 21 vitórias até ao momento e "conseguiu destruir tantas máquinas pelo trabalho árduo e pelo uso do seu cérebro, bem como pela coragem e brilhante pilotagem". As duas barras da sua DFC foram publicadas no mesmo dia, a 21 de Setembro. No dia 16 de Agosto, Cobby liderou um bombardeamento contra o aeródromo alemão de Haubourdin, perto de Lille, o maior ataque aéreo das forças aliadas até então, resultando na destruição de 37 aeronaves inimigas. No dia seguinte, liderou um ataque semelhante ao campo de aviação de Lomme e, como resultado, foi recomendado para a Ordem de Serviço Distinto. Publicada a 2 de Novembro, a citação para a condecoração declarava que "O sucesso desses dois ataques foi em grande parte devido à liderança determinada e hábil deste oficial".

O melhor piloto de combate é o mais agressivo; ao mesmo tempo, uma cabeça fria e uma boa capacidade de decisão são essenciais.

Harry Cobby
No final do seu serviço activo, Cobby estava no comando das formações aliadas com até 80 aeronaves. Um companheiro seu do Esquadrão N.º 4, George Jones (mais tarde Chefe do Estado-Maior da Força Aérea), descreveu-o como o "líder natural da unidade no ar e em todas as actividades fora de serviço"; as suas façanhas fizeram dele um herói nacional. Em parte graças a Cobby, o Esquadrão N.º 4 foi reconhecido como o esquadrão de caças de maior sucesso na França, responsável por até 220 vitórias aéreas. Em Setembro de 1918, Cobby foi transferido para uma unidade de treino na Inglaterra, onde achou a tensão de instruir alunos "muito pior do que voar em França". Ele continuou a solicitar um regresso à frente de combate até ao final da guerra em Novembro, e foi mencionado em despachos do Marechal de Campo Sir Douglas Haig no mesmo mês (divulgado no dia 27 de Dezembro). Embora a contagem final de Cobby na guerra seja frequentemente dada como 29 aeronaves e 13 balões de observação destruídos, uma análise alargada de reivindicação em reivindicação dá-lhe 24 aeronaves abatidas e cinco balões destruídos, para um total geral de 29, tornando-o ainda assim o militar com maior pontuação da AFC, bem como o único ás caça balões do serviço. O seu maior orgulho era que, como comandante de voo, nunca perdeu um piloto em território inimigo.

## Entre as guerras

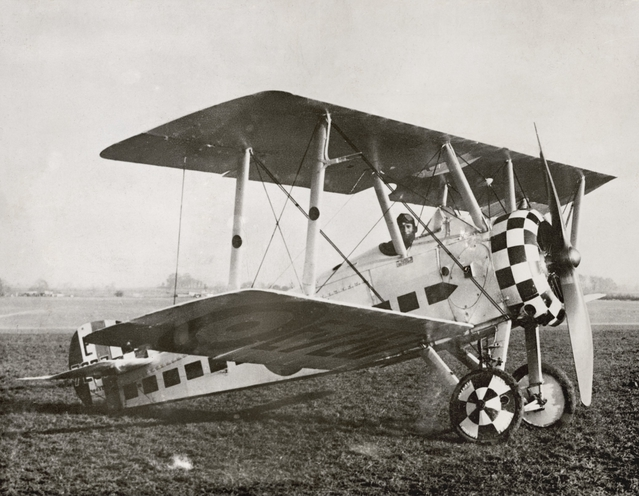
Cobby em seu Sopwith Camel enquanto ensinava na Inglaterra, c. 1918–19. Ele mesmo organizou o padrão de pintura de verificação de alta visibilidade, "não por vaidade, mas por segurança".

Ainda instruindo na Inglaterra após o fim da guerra, Cobby foi escolhido para liderar uma passagem de aeronaves no Dia Anzac do AFC nos céus de Londres, perante o Príncipe de Gales, no dia 25 de Abril de 1919, em conjunto com um desfile de soldados australianos. Por volta das 2h30, estava a liderar a sua formação aérea de 50 homens através de uma série de acrobacias sobre a cabeça do príncipe alarmado e, mais tarde, contou a história de que voou tão perto dos soldados em marcha que as suas baionetas quase perfuraram o seu trem de aterragem. Cobby disse mais tarde que isso foi: "provavelmente a coisa mais tola que já fiz". Ele voltou para a Austrália em Maio de 1919, e casou-se com Hilda Maude Urban em Caulfield, Vitória, no dia 24 de Abril de 1920; o casal teve um filho e uma filha. Após a dissolução do AFC, Cobby ingressou na recém-formada Real Força Aérea Australiana em 1921. Oficial de voo (tenente de voo honorário), ele foi um dos 21 oficiais originais da força aérea na sua formação naquele mês de Março. A sua primeira colocação, juntamente com a maioria dos seus colegas, foi num esquadrão misto equipado principalmente com aeronaves S.E.5 e DH.9 na Escola de Treino de Voo N.º 1 da RAAF, baseada em Point Cook. No dia 1 de Julho de 1926, o já tenente de voo Cobby tornou-se Comandante (CO) do Esquadrão N.º 1, quando este foi reformado em Point Cook, exercendo o cargo até Agosto de 1926.
Em 1927, Cobby havia sido promovido a líder de esquadrão, e no ano seguinte foi para a Inglaterra para frequentar o RAF Staff College, Andover. Voltando para a Austrália, no dia 13 de Janeiro de 1930 assumiu o comando do Esquadrão N.º 3 na Estação de Richmond, Nova Gales do Sul, sucedendo ao líder do esquadrão Frank Lukis. Neste momento, a posição de comandante do esquadrão era a mesma de comandante da estação. Embora popular com a sua equipa, Cobby não era conhecido pela sua atenção aos detalhes. Em Dezembro de 1930, o Chefe do Estado-Maior da Aeronáutica, o comodoro do ar Richard Williams, chegou para uma inspeção e encontrou a base em tal estado de desordem que ordenou a todos os homens que desfilassem e deu-lhes o que foi descrito como "uma repreensão de todo o tamanho", ameaçando que a dispensa de Natal seria cancelada a não ser que o local fosse limpo. Tendo entregue o comando ao líder de esquadrão Bill Bostock a 22 de Novembro de 1931, Cobby foi promovido a comandante de asa no dia 1 de Maio de 1933 e posteriormente serviu como Director de Inteligência da RAAF. Nessa posição, chefiou um comité interdepartamental formado em Agosto de 1933 para examinar as possibilidades do levantamento aéreo e da fotografia aérea para promover o desenvolvimento nacional. As conclusões do comité, apresentadas em Abril de 1934, favoreceram o emprego de agências governamentais para tal trabalho e, finalmente, levaram à formação da Esquadrilha de Pesquisa do Norte da Austrália com pessoal e aeronaves do Esquadrão N.º 1 em Abril de 1935. As pesquisas resultantes de Queensland e do Território do Norte forneceram informações valiosas para o estabelecimento de aeródromos militares e outras instalações após a eclosão da Segunda Guerra Mundial. Inquieto nos anos entre guerras, Cobby aposentou-se da RAAF para ingressar no Conselho de Aviação Civil como Controlador de Operações em 1936; ele também contribuiu para revistas de aviação como a Australian Airmen e a Popular Flying. As suas funções na aviação civil incluíam inspecção de aeronaves, emissão de licenças e certificados de aeronavegabilidade, manutenção de serviços de rádio e meteorológicos e ligação com a RAAF.
Após a criação de um novo Departamento de Aviação Civil em Novembro de 1938, o Conselho de Aviação Civil foi reorganizado e o cargo de Cobby tornou-se redundante. O ministro da aviação civil James Fairbairn - ele próprio um piloto da Primeira Guerra Mundial - pressionou o primeiro-ministro Robert Menzies em seu nome, afirmando que era "impensável que a nomeação do comandante de asa Cobby fosse rescindida sem que algum outro cargo fosse encontrado para ele".

## Segunda Guerra Mundial

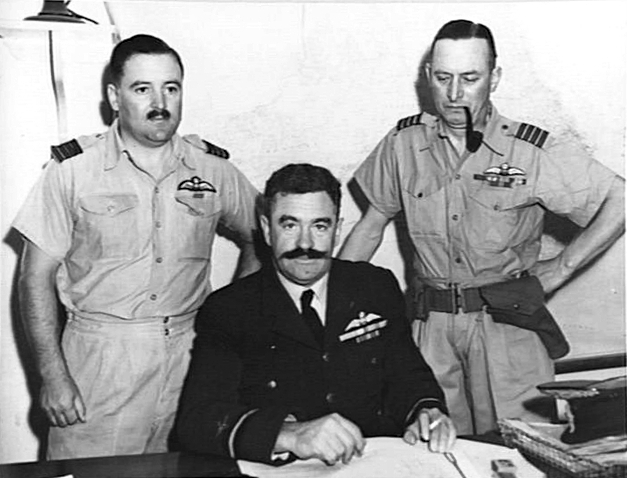
O capitão de grupo Cobby (à direita) assume o Comando da Área Nordeste do comodoro do ar Frank Lukis (centro) em Townsville, Queensland, Agosto de 1942

Cobby foi membro da Força Aérea Cidadã (reserva da RAAF) durante o seu tempo no Conselho de Aviação Civil e voltou à RAAF após a eclosão da Segunda Guerra Mundial em Setembro de 1939. Promovido a capitão de grupo, voltou oficialmente à activa no dia 25 de Julho de 1940 como Director de Recrutamento, um papel ligado à sua imagem pública. No dia 25 de Agosto de 1942 substituiu o comodoro do ar Frank Lukis como Air Officer Commanding (AOC) do Comando da Área Nordeste em Townsville, Queensland. 1942 também viu a publicação do High Adventure, o relato de Cobby sobre as suas experiências na Primeira Grande Guerra; o prefácio foi escrito pelo vice-marechal do ar Jones, recém-nomeado Chefe do Estado-Maior da Aeronáutica e companheiro no Esquadrão N.º 4 durante o conflito citado. Cobby foi promovido a comodoro do ar temporário em Julho de 1943. A 7 de Setembro, ele viajava como passageiro num hidroavião Catalina quando a aeronave caiu em Townsville. Embora ferido, Cobby ajudou a resgatar dois outros sobreviventes e foi recomendado para a Medalha de Jorge pela sua "excelente bravura". A condecoração foi publicada a 10 de Março de 1944. Cobby entregou a chefia do Comando da Área Nordeste em Novembro de 1943, e no mês seguinte foi destacado para Mount Martha, Vitória, como comandante da RAAF Staff School (mais tarde RAAF Staff College), permanecendo no cargo até que estivesse totalmente recuperado dos seus ferimentos. No dia 16 de Junho de 1944 foi nomeado Comandante da Ordem do Império Britânico (CBE) pela sua condução de operações aéreas sobre a Nova Guiné como AOC do Comando da Área Nordeste, com a citação a sublinhar a sua "boa liderança, exemplo pessoal, compreensão aguda e encorajamento contínuo ".

É impossível fazer campanha em tais condições. A Primeira Força Aérea Táctica da RAAF agora é administrada ou dirigida pelo Quartel-general da RAAF (com Forward Echelon lançada para dar sorte), pelo Comando da RAAF, e pelo Comando-geral, a 13.ª Força Aérea. Não gosto do papel do Duque de Plaza Toro.

Harry Cobby, Outubro de 1944
Em Agosto de 1944, Cobby tornou-se AOC do Grupo Operacional N,º 10, que será rapidamente renomeado como Primeira Força Aérea Táctica Australiana (1.ª TAF). Nesta função, ele comandou 20 000 pessoas na principal força de ataque móvel da RAAF no Sudoeste do Pacífico, consistindo em unidades de combate aéreo, apoio aéreo aproximado e construção de aeródromos. Cobby expressou dúvidas sobre os acordos de comando que fizeram com que o Quartel-general da RAAF, em Melbourne, ficasse responsável pelo Grupo Operacional N.º 10, enquanto as suas tarefas operacionais teriam que passar pelo Comando da RAAF, pela 13.ª Força Aérea dos Estados Unidos e pelo Quartel-general da Área do Sudoeste do Pacífico. Ele acreditava que isso exigia que ele "tentasse servir a dois senhores", situação que considerava "impraticável". No período de 22 a 25 de Dezembro de 1944, a 1.ª TAF lançou 513 missões aéreas com aviões Kittyhawk e Beaufighter contra alvos em Halmahera. No mês seguinte, realizou mais 661 investidas contra alvos em Halmahera, Celebes, Morotai e Vogelkop. No início de 1945, o poder aéreo japonês no Sudoeste do Pacífico havia sido praticamente destruído, e a 1.ª TAF foi cada vez mais empurrada para tarefas de guarnição e pequenos ataques a bases inimigas em ilhas contornadas pelas forças dos EUA no seu avanço pelas Filipinas. Durante Março e Abril, a 1.ª TAF preparou-se para a invasão de Tarakan, uma operação baseada num julgamento equivocado feito por oficiais do quartel-general de Cobby de que a pista de aterragem da ilha poderia ser rapidamente reparada e usada para apoiar a Campanha de Bornéu.

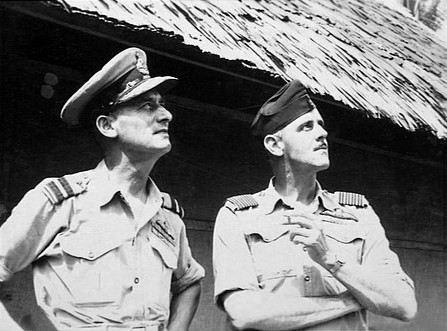
Comodoro do ar Cobby (esquerda) e o capitão de grupo Clive Caldwell (direita) em Morotai, em Janeiro de 1945: "a prima donna de uma guerra, e ... a prima donna da próxima guerra"

O rebaixamento de unidades de caça para o que pareciam ser missões de ataque ao solo estrategicamente sem importância levou a uma crise na moral que levou ao chamado "Motim de Morotai" em Abril de 1945, quando oito dos pilotos séniores de Cobby, incluindo o principal ás da Austrália na guerra, o capitão de grupo Clive Caldwell, apresentaram as suas renúncias em protesto. Embora um dos "amotinados", o capitão de grupo Wilf Arthur, tenha expressado anteriormente as suas preocupações a Cobby e à sua equipa do quartel-general em relação à eficácia da tarefas da 1.ª TAF, o AOC ficou surpreso com as renúncias. Ele falou com os oficiais individualmente e em grupo, perguntando-lhes: "Isso é algo contra mim ou está contra mim nisso, porque se for assim, se você sentir falhei no meu trabalho, irei imediatamente pedir para ser chamado de volta", ao que eles responderam: "Não tem nada a ver com você". Cobby relatou o incidente a seu superior imediato, o vice-marechal do ar Bill Bostock, que informou o chefe do Estado-Maior da Força Aérea, o vice-marechal do ar Jones, e o comandante das Forças Aéreas Aliadas, o tenente-general George Kenney. Todos foram até Morotai e entrevistaram os pilotos envolvidos, e todos concluíram que Cobby deveria ser dispensado do seu comando.
Bostock responsabilizou Cobby pelo "nível perigosamente baixo" de moral na 1.ª TAF, mas também observou "é claro que ele foi mal servido pela sua equipa sénior". No evento, Jones transferiu não apenas Cobby, mas também os seus oficiais de equipa, os capitães de grupo Gibson e Simms, e o comodoro do ar Frederick Scherger assumiu o comando da força. A partida de Cobby foi recebida com alívio pelos comandantes do Exército Australiano, que ficaram frustrados com a má relação de trabalho entre a 1.ª TAF e as unidades do Exército em Tarakan. Cobby defendeu a sua liderança da 1.ª TAF no inquérito subsequente perante o juiz John Vincent Barry. Durante o seu depoimento, ele declarou que, embora os seus oficiais "desejassem fazer mais na guerra do que estavam a fazer ...não coube à 1.ª TAF dar-lhes aquele trabalho mais importante ou mais interessante”. Ele acreditava que as suas forças haviam desempenhado um papel significativo na segurança do flanco do general MacArthur durante a Campanha das Filipinas. Barry, no entanto, descobriu que Cobby "falhou em manter o controlo adequado sobre o seu comando" e que a sua remoção como comandante da 1.ª TAF foi justificada. O historiador da força aérea Alan Stephens posteriormente descreveu como "uma tragédia pessoal e institucional que uma figura genuinamente grande na história da RAAF teve que encerrar a sua carreira em tais circunstâncias". O Oxford Companion to Australian Military History afirma que a "carreira galante de voo de serviço de Cobby ... tornou-se outra vítima das fraquezas e rixas dentro da liderança sénior da RAAF durante a Guerra do Pacífico". Stephens resumiu a carreira militar de Cobby dizendo "A experiência de nenhum aviador australiano ilustra melhor as tensões entre 'comando', 'liderança' e 'heroísmo'", concluindo que "as qualidades que tornam um herói não se traduzem facilmente nas necessárias para um comandante, embora sejam susceptíveis de gerar liderança".

## Carreira pós-guerra e legado

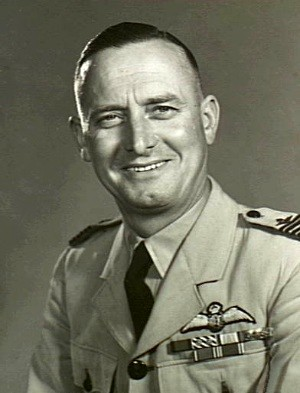
Retrato de Cobby em 1940

Cobby foi oficialmente dispensado da força aérea a 19 de Agosto de 1946. Em reconhecimento pelo seu serviço de guerra, foi premiado a 15 de Abril de 1948 com a Medalha Americana da Liberdade. A citação sublinhava que, de Setembro de 1944 a Janeiro de 1945, ele exibiu "um julgamento excepcionalmente sólido e um planeamento de longo alcance ... e materialmente apoiou as operações da Campanha de Libertação das Filipinas". Cobby voltou ao Conselho de Aviação Civil (então Departamento de Aviação Civil ) depois de deixar a RAAF e serviu como Director Regional em Nova Gales do Sul de 1947 a 1954. No início do ano seguinte, foi nomeado Director de Operações de Voo.
No Dia do Armistício, a 11 de Novembro de 1955, Cobby desmaiou no seu escritório em Melbourne e morreu mais tarde naquele dia de doença cerebrovascular hipertensiva no Hospital Geral de Repatriação de Heidelberg. Deixou a sua esposa e filhos. No dia 15 de Novembro, ele recebeu um funeral militar na Igreja de Santa Maria da Inglaterra, Caulfield, e foi cremado no Crematório de Springvale.
A contagem de vitórias de Harry Cobby na Primeira Guerra Mundial foi a mais alta de qualquer membro do Australian Flying Corps (os ases australianos com maior pontuação na guerra, Robert A. Little e Roderic (Stan) Dallas, voaram com o Real Serviço Aeronaval britânico e na Real Força Aérea. O seu recorde como ás de uniforme australiano permanece invicto. O marechal do ar Sir Richard Williams, Director Geral da Aviação Civil de 1946 a 1955 e amplamente considerado como o "Pai da RAAF", descreveu Cobby como "um homem cuja história pessoal está ligada a toda a história do serviço militar e civil da aviação australiana". Um dos recortes de alumínio de Charlie Chaplin que Cobby anexou ao seu Sopwith Camel na Primeira Guerra Mundial foi, mais tarde, exposto no Museu da RAAF, em Point Cook, e da cauda da aeronave de uma das suas vítimas foi exibida no Memorial de Guerra Australiano, em Camberra. A Rua Cobby, no subúrbio de Campbell, em Camberra, foi nomeada em sua homenagem.